# Musikphilologie
Die Musikphilologie ist „eine gelegentlich vorkommende“ Bezeichnung für eine Teildisziplin der Musikwissenschaft und bezeichnet die Lehre von der Musik als Sprache.

## Allgemeine Bestimmung
Die Musikphilologie beschreibt analog zur klassischen Philologie (der Literatur) die Auseinandersetzung mit Musik im Sinne einer Sprache; denn die Musik ist gleichermaßen zeitlich messbar, besitzt Strukturen und verfügt über eine Schrift. Die Musikphilologie hat es sich zum Ziel gesetzt, originale Notenschriften „zu verstehen, zu erklären und wiederherzustellen“. Sie bezieht sich deshalb auf Primärquellen, wie Manuskripte oder frühe Druckausgaben und „bemüht sich mit Akribie – pedantisch, wie ihre Verächter meinen“ – diese genau zu rekonstruieren:
„Während unsere exacten Musikphilologen den anderen Classikern fast schon unbequem werden und sich in ganzen Schwärmen auf Pünktchen und Strichlein werfen, ließ man lange genug köstliche Haydn-Schätze abseits liegen.“ (Herausgeber einer Haydn-Oper, 1895)
Demnach ist das Hauptziel der Musikphilologie die Quellenforschung und Textkritik, das heißt das Aufzeigen und die Korrektur von Fehlern in überlieferten Notenschriften. Die meisten Musikwissenschaftler fassen den Begriff noch weiter, indem sie auch die Hermeneutik (= Auslegungskunst) miteinbeziehen.
Nach Georg Feder kann man es folgendermaßen zusammenfassen: „Bei der Musik haben wir [...] als Kern die primäre Quellen- und Notationskunde (musikalische Orthographie und Paläographie), um die herum sich die Textkritik aufbaut, der sich die theoretische Text- und Werkinterpretation (Hermeneutik) anschließt. Einen weiteren Kreis bildet die Musiktheorie als historische musikalische Grammatik und als musikalisches ‚Lexikon‘ der Tonsprache, sowohl im stilistischen [...] Sinn einer systematischen Zusammenstellung musikalischer Paradigmata wie im musiktheoretischen als Wörterbuch der musikalischen Termini [...].“